# Альдранс
Альдранс (нім. Aldrans) — громада округу Інсбрук-Ланд у землі Тіроль, Австрія.
Альдранс лежить на висоті  760 м над рівнем моря і займає площу  8,89 км². Громада налічує 2229 мешканців. 
Густота населення 251/км².  
Громада Альдранс суміжна зі столицею Тіролю Інсбруком і лежить на південному сході від нього. До громади належать декілька сіл. 
|                                   |
| Альдранс на мапі округу та землі. |

 Адреса управління громади: Dorf 34, 6071 Aldrans. 

## Демографія
Історична динаміка населення міста за даними сайту Statistik Austria

## Виноски
1. ↑  Dauersiedlungsraum der Gemeinden Politischen Bezirke und Bundesländer - Gebietsstand 1.1.2018 — Статистичне управління Австрії.
2. ↑  https://www.statistik.at/blickgem/blick1/g70302.pdf
3. ↑  www.aldrans.at. Архів оригіналу за 7 серпня 2013. Процитовано 16 липня 2013.
4. ↑  Gemeindedaten von Aldrans. Архів оригіналу за 24 лютого 2015. Процитовано 16 липня 2013.

| Австрія | Це незавершена стаття з географії Австрії. Ви можете допомогти проєкту, виправивши або дописавши її. |